# Pseudodebis marpessa
Pseudodebis marpessa är en fjärilsart som beskrevs av William Chapman Hewitson 1862. Pseudodebis marpessa ingår i släktet Pseudodebis och familjen praktfjärilar. Inga underarter finns listade i Catalogue of Life.

## Bildgalleri

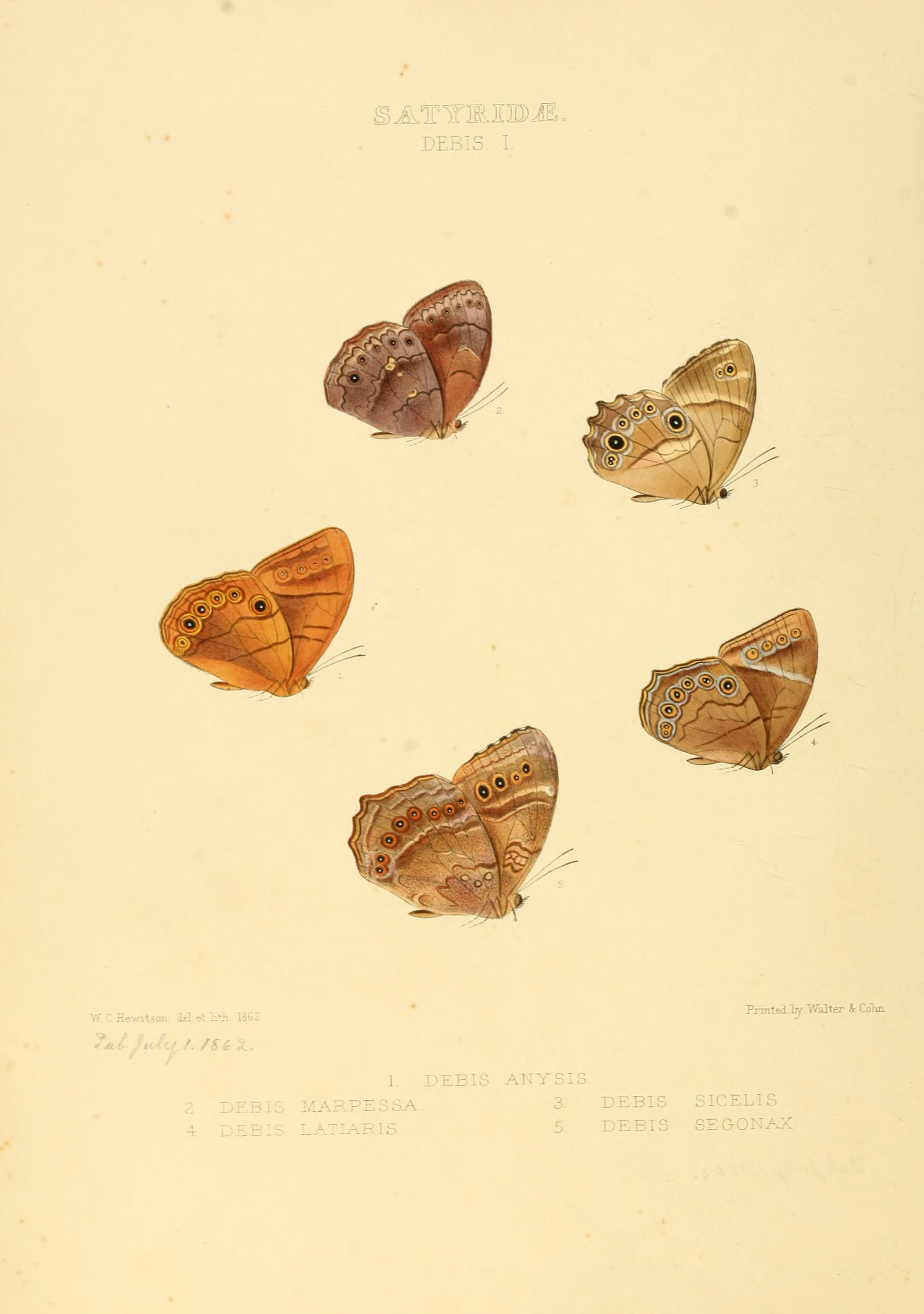